# Joachim Marie Florès Vignon Apithy
Pour les articles homonymes, voir Apithy.
Joachim Marie Florès Vignon Apithy est un haut fonctionnaire béninois. Il occupe depuis juin 2016 le poste de préfet du département de l'Ouémé situé au sud-est du pays,,,,,,.

## Carrière
Joachim Marie Florès Vignon Apithy est nommé préfet lors du conseil des ministres du mercredi 22 juin 2016 par le président béninois Patrice Talon,.